# Guido San Martino Valperga
Guido San Martino Valperga (Torino, 21 febbraio 1834 – Sestri Levante, 11 agosto 1916) è stato un politico italiano, senatore del Regno d'Italia dalla XVI legislatura.